# Tertullianus (jogász)
Tertullianus (2. század) római jogász. Egyes feltételezések szerint azonos a keresztény író Tertullianusszal.

## Élete
Életéről mindössze annyit tudunk, hogy kora egyik elismert jogtudósa, Aemilius Papinianus kortársa volt. Pandekták névmutatója (indexe) szerint két jogtudományi művet is írt.